# Nozomi Bando
Nozomi Bando (坂東 希 Bandō Nozomi?, n. 4 de septiembre de 1997 en Tokio) es una bailarina, modelo y actriz japonesa, miembro de las agrupaciones femeninas Flower y E-girls. Es también una exmodelo de Hanachu y modelo exclusiva de la revista Seventeen.
Es representada por LDH, y es la miembro más joven dentro de Flower.

## Biografía
Nacida en Tokio en 1997.
Bando tiene un hermano mayor. A los tres años comenzó a tomar clases de ballet clásico y asistió al Masako Ono Ballet Studio durante su segundo grado de la escuela primaria. Comenzó a bailar hip hop cuando estaba en el quinto año de la escuela primaria, además asistió al Exile Professional Gym (EXPG) en Tokio.
En 2010, debutó como modelo de la revista Hanachu en donde se desempeñó como modelo exclusivo hasta que se detuvo en el año siguiente.
En 2011, fue aceptada en el departamento de danza Exile Presents Vocal Battle Audition 3: For Girls, y posteriormente pasó a ser miembro de Flower y E-girls. También estuvo en el departamento vocal, pero fue eliminada en la proyección primaria. En agosto se convirtió en modelo exclusiva de la revista Seventeen después de pasar la audición Miss Seventeen 2011 junto con Yua Shinkawa, Ayami Nakajo y Ai Hashizume. Flower debutó con el sencillo "Still". La canción fue un problema durante su audición.
En julio de 2012, debutó como actriz en la serie GTO de la cadena Kansai Telecasting Corporation.
En febrero de 2015, se graduó de la revista Seventeen, siendo el número de abril su última aparición.

## Vida personal
- Es amiga de Ikumi Hisamatsu desde que ambas trabajaban juntas para Hanachu. Hisamatsu le dio el apodo de Imōto-bun (妹分, "Pequeña Hermana").

## Filmografía

### Dramas de televisión
| Año  | Título                              | Papel         | Cadena | Notas                       |
| ---- | ----------------------------------- | ------------- | ------ | --------------------------- |
| 2012 | GTO                                 | Ai Tokiwa     | KTV    |                             |
| 2014 | A Perfect Day for Love Letters      | Sese          | NTV    | Episodio 9; Papel principal |
| 2014 | Tokkō Jimuin Minowa                 | Masami Aoyama | YTV    | Episodio 11                 |
| 2015 | High & Low: The Story Of S.W.O.R.D. | Nika Ijuin    | NTV    |                             |

### Películas
| Año  | Título                   | Papel      |
| ---- | ------------------------ | ---------- |
| 2016 | Road To High & Low       | Nika Ijuin |
| 2016 | High & Low: The Movie    | Nika Ijuin |
| 2016 | High & Low: The Red Rain | Nika Ijuin |
| 2018 | Rainbow Days             | [ 1 ]      |

### Videos musicales
| Año  | Título          |
| ---- | --------------- |
| 2010 | Love "Kataomoi" |

### Desfiles
| Año  | Título                 | Temporada        |
| ---- | ---------------------- | ---------------- |
| 2011 | Tokyo Girls Collection | Otoño/Invierno   |
| 2013 | Tokyo Girls Collection | Primavera/Verano |
| 2013 | Kansai Collection      | Primavera/Verano |

### Revistas
| Año  | Título    | Notas            |
| ---- | --------- | ---------------- |
| 2010 | Hanachu   | Modelo exclusiva |
| 2011 | Seventeen | Modelo exclusiva |

### Premios
| Año  | Título              |
| ---- | ------------------- |
| 2011 | Miss Seventeen 2011 |